# Spotlight (bài hát)
"Spotlight" là một bài hát của ca sĩ người Mỹ Madonna, nằm trong album phối lại You Can Dance của cô. Nó được phát hành như là đĩa đơn duy nhất trích từ album tại Nhật Bản vào ngày 25 tháng 4 năm 1988, bởi Sire Records và Warner-Pioneer Japan. Ra đời trong khoảng thời gian thực hiện album True Blue (1986) nhưng cuối cùng không được chọn, bài hát do Madonna, Stephen Bray và Curtis Hudson sáng tác. Nó được lấy cảm hứng từ bài hát "Everybody Is a Star" (1970) của ban nhạc rock Mỹ Sly & the Family Stone. "Spotlight" được phối lại bởi Shep Pettibone, với sự tham gia hỗ trợ từ John "Jellybean" Benitez.
Bài hát nhận được những phản hồi trái chiều từ các nhà phê bình âm nhạc đương đại. Sau khi phát hành, nó đạt đến vị trí thứ 68 trên bảng xếp hạng Oricon, và thứ 3 trên bảng xếp hạng các đĩa đơn quốc tế tại đây. Mặc dù không được phát hành tại Mỹ, bài hát cũng xuất hiện trên bảng xếp hạng sóng phát thanh vào đầu năm 1988. Nó còn được sử dụng trong một quảng cáo thương mại của Mitsubishi mà Madonna tham gia.

## Danh sách bài hát
- Đĩa 7" 3" Mini CD tại Nhật[1][2]

1. "Spotlight" (đĩa đơn) – 4:32
2. "Where's The Party" (Remix Single Edit) – 4:13

- Đĩa 12" quảng cáo tại Mỹ[3]

1. "Where's The Party" (remix) – 7:11
2. "Where's The Party" (Dub) – 6:22
3. "Spotlight" (remix) – 6:34
4. "Spotlight" (Dub) – 4:49

## Phiên bản chính thức
1. Album [phối] - 6:15
2. Album [chưa phối] - 6:25
3. Đĩa đơn - 4:33
4. Demo - 3:35
5. Dub - 4:47

## Xếp hạng
| Chart (1988)                         | Peak Position |
| ------------------------------------ | ------------- |
| Japan (Oricon Weekly Singles)        | 68            |
| Japan (Oricon International Singles) | 3             |
| US Radio Songs (Billboard)           | 32            |
| US Hot Crossover 30 (Billboard)      | 15            |